# Charles Huleatt
Charles Bousfield Huleatt (Folkestone, 19 ottobre 1863 – Messina, 28 dicembre 1908) è stato un archeologo, calciatore e allenatore di calcio inglese.

## Biografia

### Huleatt papirologo
Sacerdote anglicano e missionario, viaggiò molto, soprattutto in Egitto. A Luxor, scoprì numerosi frammenti del Nuovo Testamento, soprattutto del Vangelo secondo Matteo (tra cui il Papiro 64), datati alla fine del II secolo.

### Carriera sportiva
Nel 1901 lasciò definitivamente l'Egitto e si stabilì in Sicilia, a Messina, città al centro di traffici commerciali riguardanti soprattutto l'esportazione di vino, agrumi e zolfo siciliani. Nella Città dello Stretto, tra la fine del XIX e l'inizio del XX secolo si erano stabiliti facoltosi imprenditori stranieri (soprattutto inglesi e tedeschi) dediti sia all'esportazione dei prodotti agricoli e ittici provenienti dal messinese e dal resto della Sicilia, che ad attività industriali.
A Messina, il 1º dicembre 1900, era stata fondata la prima società calcistica cittadina: il Messina F.C. I soci fondatori erano quasi tutti inglesi: al vertice dell'organigramma societario figurava il presidente l'inglese Walter F. Becker, Armatore navale e titolare della "Peirce, Becker & Ilardi", un'agenzia di navigazione con sede a Messina. Vicepresidente era il console statunitense Charles M. Caughy; il segretario era Walter Oates (inglese, socio della fabbrica di derivati agrumari "W. Sanderson & Sons"); i consiglieri erano: Horace Gooding, W. May, e i messinesi Alfredo Marangolo, Giulio Arena Ainis, J. Giorgianni, G. Lovatelli. Tra i Soci onorari figuravano: William Robert Sanderson, Guglielmo Sarauw, George Oates, Herbert Hoates, Edward James Eaton, Eduard Jacob e Carlo Sarauw. Primo allenatore e capitano della squadra fu F. L. Padgett.
Anche Charles Bousfield Huleatt, da poco stabilitosi nella città siciliana, venne coinvolto nella compagine societaria.
Nel 1902, Huleatt divenne allenatore e capitano della squadra, mantenendo detti ruoli fino al giorno della sua tragica morte.
In questo periodo fu svolta attività in ambito locale: nel 1902 furono organizzati due incontri contro gli equipaggi di alcune navi attraccate nel porto di Messina: il primo fu vinto dal Messina per 2-1 contro l'equipaggio dello Yacht Hohenzollern di Guglielmo II di Germania; il secondo fu perso dai siciliani per 5-1 contro i marinai inglesi del Royal Steamer Aurani.
Nel 1905 fu istituita la Whitaker Challenge Cup, disputata contro il Palermo; qui le fonti discordano: alcune attribuiscono la vittoria al Messina per 1-0, altre per 3-2. I messinesi bissarono il successo anche nel 1906, vincendo contro i palermitani per 2-1. La Whitaker Challenge Cup non fu disputata nel 1907, ma tornò ad essere giocata (per l'ultima volta nella storia) il 15 febbraio 1908: vinse il Palermo 3-0, nell'incontro tenutosi presso lo spiazzale di San Raineri.
Huleatt disputò la sua ultima partita, domenica 20 dicembre 1908, contro il Palermo, in quell'occasione i messinesi prevalsero con un secco 3-0.

### Morte
Charles Bousfield Huleatt morì a Messina, vittima, insieme alla moglie e i 4 figli, del catastrofico sisma che all'alba del 28 dicembre 1908 distrusse la città siciliana e la vicina Reggio Calabria, cagionando circa 80.000 morti. Le salme dei componenti della famiglia Huleatt furono rinvenute sotto le macerie della loro abitazione, nei primi giorni di gennaio 1909, da una squadra di soccorso composta da marinai inglesi.
Molti atleti della squadra messinese condivisero la tragica fine del loro allenatore. Tuttavia, nel giugno 1909, allenatore Nazzareno Allegra, sostituiti i giocatori deceduti sotto le macerie con marinai inglesi e russi (che componevano le squadre di soccorso), il Messina Football Club riprese a disputare competizioni sportive, partecipando anche alla Lipton Challenge Cup.

### Vita privata
Ebbe da Blanch Millicent Tancock (1873-28 dicembre 1908):
1. Edith Irene Winifred (aprile 1899-28 dicembre 1908)
2. Charles Percy (23 marzo 1902-28 dicembre 1908)
3. Gwynneth Cornelia Charlotte (6 novembre 1903-28 dicembre 1908)
4. Rhoda Muriel (9 dicembre 1904-28 dicembre 1908)